# Brian Naylor
Brian Naylor, född 21 januari 1931 i Australien, död 7 februari 2009 i Kinglake i Australien, var en TV-programledare som var aktiv under åren 1956-1998.
Brian dog tillsammans med sin maka i de australiska skogsbränderna som härjat i bland annat delstaten Victoria.